# Te Wahipounamu
Te Wāhipounamu (maorsko za 'kraj zelenega kamna') je območje Unescove svetovne dediščine v jugozahodnem kotu Južnega otoka Nove Zelandije.
Mesto, ki je bilo leta 1990 vpisano na seznam svetovne dediščine in obsega 26.000 kvadratnih kilometrov, vključuje štiri narodne parke:
- narodni park Aoraki / Mount Cook
- Narodni park Fiordland
- Narodni park Mount Aspiring
- Narodni park Westland Tai Poutini

Domneva se, da vsebuje nekaj najboljših sodobnih predstavitev prvotne flore in favne Gondvane, kar je eden od razlogov za njegovo uvrstitev na seznam svetovne dediščine.

## Opis
Te Wahipounamu se razteza 450 kilometrov vzdolž zahodne obale Južnega otoka Nove Zelandije. Nadmorska višina tega kopnega sega od morske gladine do 3724 metrov pri gori Aoraki / Mount Cook. Ponekod sega v notranjost do 90 kilometrov. V Te Wahipounamu je množica naravnih znamenitosti, vključno z zasneženimi vrhovi, safirnimi jezeri, slapovi, fjordi in dolinami. Tu je tudi na stotine najbolj aktivnih ledenikov na svetu, glavna dva pa sta Franz Josef in Fox. Je največje in najmanj spremenjeno območje naravnega ekosistema Nove Zelandije. Kot tako je rastlinstvo in živalstvo tega območja najboljša svetovna sodobna predstavitev starodavne biote Gondvane.

### Rastlinstvo
Vegetacija v Te Wahipounamu je raznolika in v bistvu v nedotaknjenem stanju. V gorah je bogato alpsko rastlinstvo grmičevja, grmovja in zelišč. V toplejših in nižjih deževnih gozdovih prevladujejo visoki podokarpi. Na zahodu je več deževnih gozdov in mokrišč, na tem območju pa so najobsežnejša in najmanj spremenjena naravna sladkovodna mokrišča na Novi Zelandiji. Za obalno nižino Westland so značilna visokorodovitna močvirja in nizkorodovitna šotna barja.

### Živalstvo
Te Wahipounamu je dom številnim avtohtonim živalim in vsebuje največjo in najpomembnejšo populacijo gozdnih ptic v državi. Celotno divjo populacijo takahe, ki šteje le približno 170 ptic, najdemo v nekaj gorskih dolinah v Fiordlandu. Ob jugozahodni obali je večina novozelandskih morskih medvedov. V tej regiji najdemo tudi južnega rjavega kivija (Apteryx rowi), velikega pegastega kivija (Apteryx haastii), oranžnočelega papagaja (Cyanoramphus malherbi), fiordlanskega pingvina (Eudyptes pachyrhynchus), novozelandskega sokola (Falco novaeseelandiae) in rjavega čizgavca (Anas chlorotis). Kakapo, najredkejša in najtežja papiga na svetu, je bila v tej regiji najdena do zgodnjih osemdesetih let. Zdaj se domneva, da je na celini izumrla.

### Prebivalstvo
Območje Te Wahipounamu je najmanj poseljen del Nove Zelandije. Večina prebivalcev opravlja dela, povezana s turizmom, obstajajo pa tudi drugi poklici, povezani z rabo zemljišč. Na obali se prebivalci ukvarjajo z ribolovom, pašništvom in manjšim rudarstvom. V vzhodnem delu območja svetovne dediščine je pašništvo glavna raba tal. Paša ovac in goveda je dovoljena z licenco ali zakupom, čeprav je določitev Te Wahipounamu kot območja svetovne dediščine omejila zemljišča, ki so na voljo za te prakse.

### Kopenske formacije
Te Wahipounamu je ena izmed najbolj potresno aktivnih regij na svetu. Leži na meji dveh plošč, Pacifiške plošče in indo-avstralske plošče. Gore na tem območju so rezultat tektonskih premikov v zadnjih petih milijonih let. Glavne značilnosti tega območja so tudi ledeniki. Njihov osnovni vzorec je bil določen v času pleistocenskih poledenitev, čeprav je prišlo do znatnih postglacialnih sprememb. Te spremembe so večje v Južnih Alpah kot v Fiordlands. Tipične spremembe vključujejo intenzivno žlebanje, nazobčane grebene ter večje in manjše skalne podore. Zemeljski plazovi, čeprav niso pogosti, so potencialna nevarnost za regijo. Tudi ob nizki gostoti poselitve in prometnih koridorjih obstaja možnost nastanka zemeljskih plazov v bližini turistične infrastrukture v Južnih Alpah.

## Povezave Maorov z deželo
Celotna regija Te Wahipounamu je velikega pomena za Maore, zlasti Ngāi Tahu iwi, katerih rohe (tradicionalno območje nadzora) pokriva večino Južnega otoka.

### Legenda
Legenda o nastanku te regije in Južnega otoka je naslednja. Te Wahipounamu je nastal, ko so se štirje sinovi Rakinuija, Očeta neba, spustili z nebes in se odpravili na potovanje okoli Papatūānuku, matere Zemlje. Med tem potovanjem je njihov kanu zadel ob greben in brata sta se znašla obsedena. Ledeni veter iz Tasmanovega morja jih je zamrznil v kamen in njihov kanu je postal Južni otok Nove Zelandije. Najvišji od bratov je bil Aoraki in zdaj je Aoraki / Mount Cook, medtem ko njegovi bratje in drugi člani posadke tvorijo preostale Južne Alpe.
Maori imajo tudi legendo o nastanku ledenikov Franz Josef in Fox. Ta legenda se začne s Hinehukaterejem, ki je rada plezala v gore. Nekega dne je svojega ljubimca Taweja prepričala, naj se ji pridruži. Snežni plaz je ubil Taweja in obstal je na ledeniku Fox. Tradicionalno maorsko ime za ledenik je Te Moeke o Tauwe, kar pomeni 'struga Tauwe'. Po Tauwejevi smrti je bila Hinehukatere zlomljena in je prejokala veliko solz. Te solze so zamrznile in oblikovale ledenik Franz Josef. Maorsko ime za ledenik Franz Josef je Ka Roimata o Hinehukatere, kar pomeni solze Hinehukatere.

### Uporaba regije
Območje je bilo in je še naprej pomemben vir pounamu - zelenega kamna ali vrste žada. Ta dragi kamen se uporablja za izdelavo maorskega orodja, orožja in nakita.

## Unescov seznam svetovne dediščine
Te Wahipounamu je bilo vpisano na Unescov seznam svetovne dediščine leta 1990. Narodna parka Westland in Mount Cook ter narodni park Fiordland sta bila prej vpisana na seznam, zdaj pa se štejeta pod Te Wahipounamu, ki pokriva vsa ta območja. Za vpis na ta seznam je Te Wahipounamu izpolnjeval več meril. Vsebuje veliko naravnih značilnosti, ki prispevajo k ugledu Nove Zelandije kot kraja z izjemno pokrajino. Velja za najboljši sodobni primer biote Gondvane in je zato svetovnega pomena. Obstaja visoka stopnja geodiverzitete in biotske raznovrstnosti, habitati pa so večinoma nespremenjeni. In končno, obstaja obsežen nabor nenavadne flore in favne Nove Zelandije, ki kaže na njeno evolucijsko izoliranost.

## Varovanje in upravljanje

### Pravne zahteve
Večina zemljišč v Te Wahipounamu je v lasti krone (vlade in prebivalcev Nove Zelandije) in jih upravlja Ministrstvo za varstvo narave. Najpomembnejši predpisi so Zakon o narodnih parkih iz leta 1980, Zakon o ohranjanju iz leta 1987 in Zakon o rezervatih iz leta 1977, ki niso bili narejeni posebej za Te Wahipounamu, ampak veljajo tako kot za celotno Novo Zelandijo. Obstaja zakonodajni mandat za ohranjanje in zaščito naravnih in zgodovinskih virov, da se ohrani njihova notranja vrednost, zagotovi njihovo spoštovanje in rekreacijo s strani javnosti ter zaščiti možnosti za prihodnje generacije.

### Pogodba iz Waitangija
Pogodba iz Waitangija daje ljudstvu Ngāi Tahu prestiž in oblast nad deželo. Oddelek za ohranjanje je dolžan spoštovati načela te pogodbe. To pomeni sporazum o partnerstvu z ljudstvom Ngāi Tahu. To partnerstvo vključuje letni proces poslovnega načrtovanja z Ngāi Tahu iwi (glavna plemenska oblast), ki daje Ngāi Tahu priložnost za sodelovanje in prispevanje k operativnemu upravljanju lastnine.
Čeprav pogodba ni bila vedno spoštovana, je bila poravnava sklenjena približno v času, ko je bil Te Wahipounamu razglašen za območje svetovne dediščine. Posledice te poravnave so bile trojne. Prva Mount Cook je postala Aoraki / Mount Cook in za 88 drugih topografskih značilnosti so se dogovorili, da imajo dvojna maorsko/angleška imena. Drugič, naslov za Aoraki je bil vrnjen plemenu Ngāi Tahu, ki ga je nato podarilo prebivalcem Nove Zelandije. In končno je pleme dobilo pravico do dostopa in začasne namestitve za zbiranje tradicionalne hrane in materialov.

### Okvir načrtovanja upravljanja
Obstajajo štiri glavne enote načrtovanja za razvoj okvira upravljanja za vire divjine na območju svetovne dediščine Te Wahipounamu. Prvi subjekt je zakonodaja. Nova Zelandija nima posebne zakonodaje za območje svetovne dediščine, zato se Te Wahipounamu upravlja v skladu s prej omenjeno zakonodajo (Zakon o narodnih parkih, Zakon o ohranjanju, Zakon o rezervatih). Druga entiteta je strategija obiskovalcev. Oddelek za ohranjanje upravlja vsa mesta znotraj Te Wahipounamu v skladu s strategijo obiskovalcev. Ta strategija obiskovalce razdeli v sedem skupin glede na dolžino bivanja in vrsto aktivnosti, ki jih iščejo. Nato zagotavlja kakovostne rekreacijske priložnosti za te skupine in objekte, kadar je to primerno. Tretja entiteta so strategije upravljanja ohranjanja. To so dokumenti, ki govorijo o regionalnem ohranjanju in orisujejo strateške prioritete ter ključna območja za ohranjanje biotske raznovrstnosti in rekreacijo obiskovalcev. Končna entiteta načrtovanja so načrti upravljanja. Načrti upravljanja so ustvarjeni za določena območja znotraj Te Wahipounamu. Vsak narodni park ima svoj načrt upravljanja.

## Turizem
Glavne turistične znamenitosti znotraj Te Wahipounamu so Milford Sound / Piopiotahi in pohodniška pot Milford Track, jezero Te Anau in krožna pohodniška pot Kepler Track, svetovno znana 32 km dolga tramping (pohodniška) steza Routeburn Track in Mount Aspiring / Tititea, Aoraki / Mount Cook in Tasmanov ledenik ter ledenika Franz Josef in Fox. V regiji sta samo dve glavni cesti, Haast Highway in Milford Highway. Vzdolž teh cest, ki jih imenujemo koridorji »Heritage Highway«, je mreža desetih centrov za obiskovalce in množica pohodnih poti v naravi. Glavna atrakcija Te Wahipounamuja in Nove Zelandije na splošno je naravna krajina. Študija je pokazala, da so ključni motivacijski dejavniki za obiskovalce Te Wahipounamu pokrajina in rekreacijske dejavnosti. Turizem v Te Wahipounamu je na naravi temelječ "zeleni" turizem. Obstaja kombinacija naravnega in avanturističnega turizma. Obstaja nekaj izključno naravnih turističnih dejavnosti, kot so sprehodi po naravnih parkih, opazovanje kitov in izleti z ladjo v Fiordland Sounds. Potem so tu še dejavnosti, kot sta tramping ali pohodništvo, ki vsebujejo pustolovske komponente, kot je prečkanje rek ali gorskih prelazov ob uživanju v naravni pokrajini. Tudi pustolovske aktivnosti, kot so sprehodi po ledeniku, rafting in plezanje, potekajo v naravnem okolju.
Po mnenju Charnleyja se ta vrsta naravnega turizma morda ne šteje za ekoturizem. Po njeni definiciji ekoturizem mora imeti resnične družbene koristi in služiti kot orodje za trajnostni razvoj skupnosti. To zahteva izpolnjevanje treh pogojev. Gospodarske koristi morajo biti strukturirane na kulturno primeren način, da so dostopne ciljni populaciji. Da bi skupnosti imele koristi, potrebujejo varno posest zemljišč na tem območju in sposobnost sprejemanja odločitev o rabi zemljišč. In koristi turizma morajo biti več kot samo ekonomske, spodbujati morajo globlje cilje družbene in politične pravičnosti. Skupnosti v Te Wahipounamu preživijo predvsem s turizmom. Večina prebivalcev regije je tam zaradi možnosti zaposlitve v turizmu. Tako prevladujejo gospodarske koristi, vendar v večini primerov manjka dodatna kulturna ali naravovarstvena komponenta. Čeprav je na voljo nekaj več zgodovinsko in kulturno zasnovanih turističnih dejavnosti in ogledov. Med obiskovalci in domačini obstaja kulturna integracija zaradi majhnega obsega objektov, manj pogosto pa je povezava s tradicionalno maorsko kulturo. Prizadevanja za ohranitev potekajo v tej celotni regiji, vendar so rezultat vladnih prepričanj in razglasitve svetovne dediščine, niso rezultat orodja ekoturizma. Toliko ljudi se morda sklicuje na ekoturizem v Te Wahipounamu, toda ali si resnično zasluži ta naziv, je odprto za razlago.
Območje je destinacija za velike ladje za križarjenje, ki ne pristajajo, in manjše ladje za križarjenje, ki vozijo po lokalnih itenerarijin.

### Divjina
V Te Wahipounamu so štiri območja divjine. Ta območja so Hooker-Landsborough, ki obsega 41.000 ha, Olivine (80.000 ha), Pembroke (18.000 ha) in Glaisnock (125.000 ha). Ta območja divjine skupaj predstavljajo 10 % celotne površine Te Wahipounamu. Upravljajo se strogo v skladu s politiko o divjini Nove Zelandije. Ta pravilnik opredeljuje območja divjine kot »divjine, na katere se zdi, da so vplivale samo naravne sile, pri čemer je kakršen koli odtis človeškega vmešavanja praktično neopazen. Določena območja divjine se upravljajo tako, da se ohrani njihovo naravno stanje.« Na teh območjih ni objektov za obiskovalce. Brez cest, koč, mostov ali celo poti. In ni dostopa iz zraka za rekreacijske ali komercialne namene. Obiskovalci vstopijo v ta območja »po naravi«.
Območja divjine ohranjajo ideje o čistosti in naravi, ki že dolgo obstajajo. John Muir in Aldo Leopold sta se zavzemala za zaščito ameriške divjine in ideje o divjini so bile eden od temeljev okoljskega gibanja v ZDA. Politika divjine Nove Zelandije zrcali te ideje z merili, da je to zaščiteno ozemlje za uživanje, vendar da ga ljudje praktično ne dotaknejo. Nadaljnji porast turizma na Novo Zelandijo pa vpliva na to izkušnjo. Obstajajo občutki gneče na več tekaških progah v zaledju. To vpliva in minimizira želeno izkušnjo divjine in samote.

## Razna vprašanja
V Te Wahipounamu obstaja vrsta vprašanj, ki jih je še treba rešiti. Vključujejo naslednje:
Okoljska grožnja ceste Haast-Hollyford, predlog, ki je bil predlagan že od leta 1870.
Obstaja še potreba po vzpostavitvi delovnega partnerstva z Ngāi Tahu iwi. Načeloma obstaja okvir za to partnerstvo, vendar je vztrajno vprašanje uresničiti teoretični okvir in uvesti pravo partnerstvo.
Zaradi turizma se povečuje število turističnih letal. Hrup zaradi teh letal moti »naravno tišino« te regije, ki jo mnogi želijo ohraniti.
Trenutno območje svetovne dediščine ne vključuje morske komponente. Obstaja zaznana potreba po boljši zaščiti obalne divjine.
Ena večjih težav, s katerimi se sooča regija, so populacije invazivnih vrst. Največji vpliv na regijo imajo invazivne vrste. Povečanje populacije navadnega jelena in drugih brskajočih sesalcev, kot so vapiti, koze in damjaki, je povzročilo resno škodo in zlasti ogroža celovitost gozdnih in alpskih ekosistemov. Komercialni lov je bil uporabljen kot sredstvo za zmanjšanje te populacije na ekološko sprejemljive ravni. Oddelek za varstvo narave ima nadzorne programe, politika narodnih parkov pa je izkoreninjenje novih invazij in izkoreninjenje ali zmanjšanje obsega obstoječih invazivnih vrst.